# 2022年长沙自建房倒塌事故
2022年长沙自建房倒塌事故，国务院命名为湖南长沙“4·29”特别重大居民自建房倒塌事故，是2022年4月29日于中国湖南省长沙市望城区雷锋大道（长沙医学院附近）发生的一起居民自建房倒塌事故。事故共造成54人遇难。

## 涉事建筑
倒塌房屋系居民自建房，一共8层楼，其中1楼为门面，2楼为饭店，3楼为放映咖啡馆，4、5、6楼为家庭旅馆，7、8楼为自住房，该自建房2012年为6层，2018年加建到8层，承租户对房屋有不同程度的结构改动。
|  |

## 经过

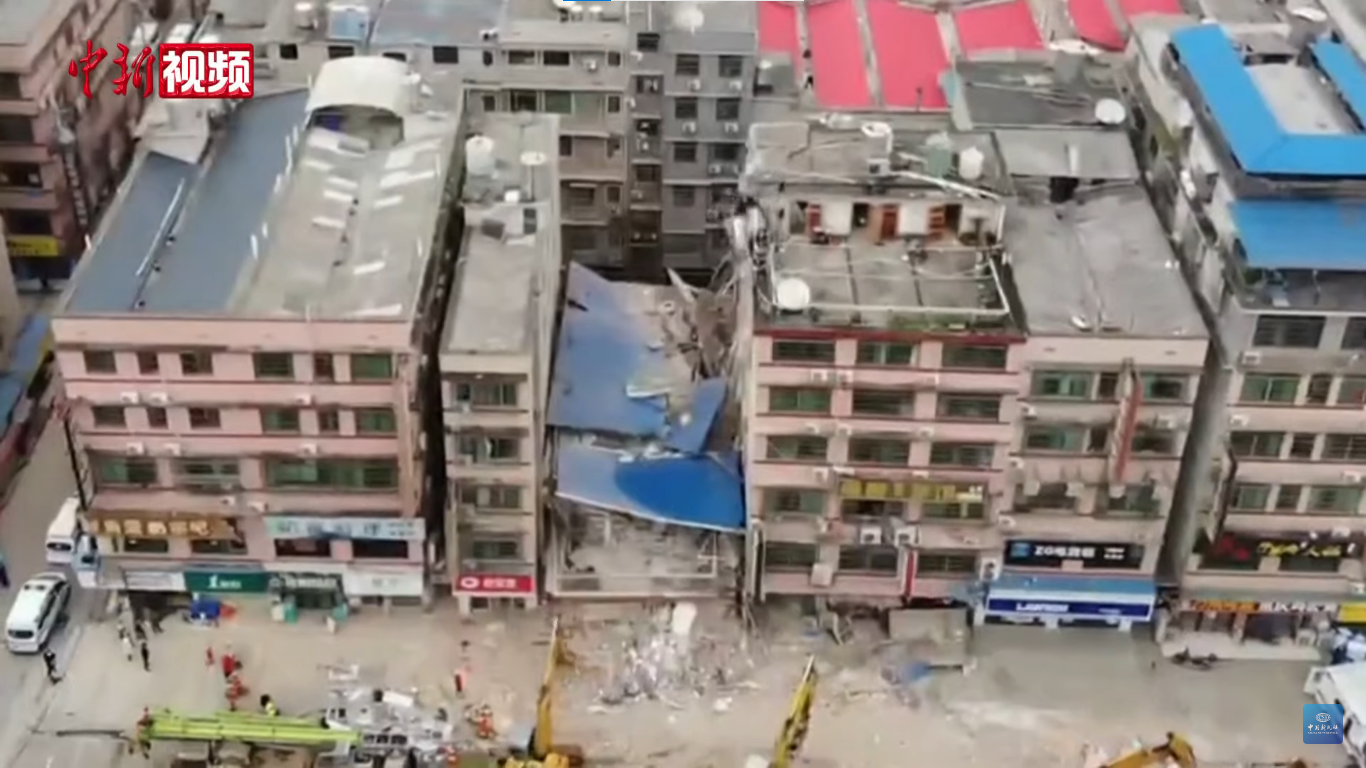
中国新闻社记者前往事故现场的画面

2022年4月29日12时24分，在望城区金坪社区盘树湾一楼房坍塌，当地消防调派23辆消防车、134名消防救援人员以及4条搜救犬赶赴现场。一位逃生后的学生接受采访称，她与另外两名同学吃饭时，听到墙壁发出异响，天花板有东西掉下来，店员察觉到危险催促她们尽快离开，在12时21分付完钱下楼1分钟后楼房坍塌，12时26分，三人逃出。
5月2日，公安部门初步核实房屋内受困人员23人，失联39人，至5月5日已救出10人，另有26人失联。失联人员大部分为附近100米长沙医学院的学生，多名家属在社交平台发布寻人启事。
在超过72小时救援黄金期后，虽然当地派出了大量救援力量和救援设备，但救援相当困难，倒塌建筑的两侧楼房被判定为“危楼”，无法动用大型的机械，救援人员只能通过边加固边掘进的方式进行救援。
5月5日，第10名幸存者被救出，据称“中国青年网”引述长沙一名当地人大代表称，2021年春节前，他曾到当地调查，用无人机航拍，发现长沙医学院校园外商业街违章建筑有随意加层及脏乱差的问题。
5月6日，紧急救援工作结束，截至5月6日3:03，事故共造成遇难53人，10人获救。
5月7日，由于官方一直未发布遇害者名单，有网民于微信公众号发布文章《坍塌的53个名字》，文章梳理了一些遇难者的资料，之后得到广泛传播，阅读数达到119万，但是不久后便被删除，号主也被封号。
5月16日，应急管理部召开5月例行新闻发布会，湖南省望城区“4·29”居民自建房倒塌事故死亡人数修正为54人。

## 反应

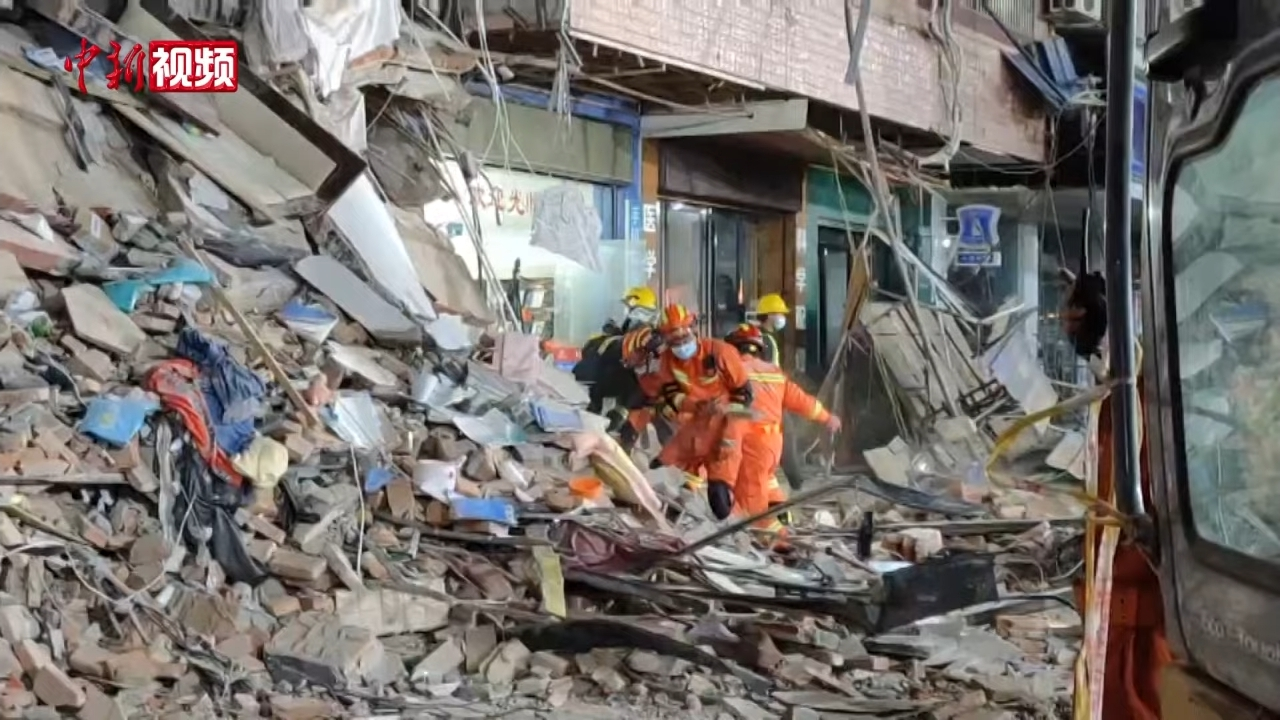
搜救人员正在搜救被困人员

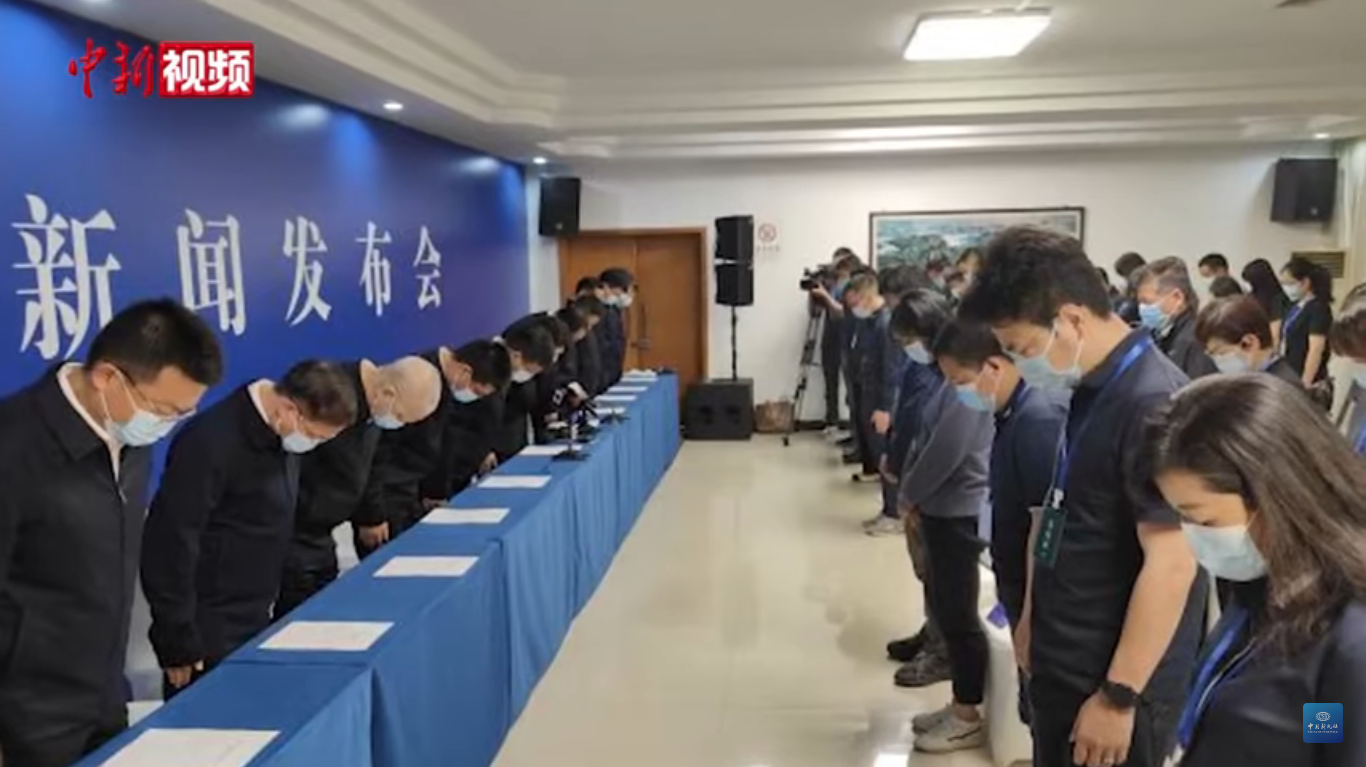
在5月6日举行的新闻发布会上，全体人员起立，为遇难者默哀

事故发生后，应急管理部与住建部派工作组前往现场。中共湖南省委书记张庆伟，省委副书记、省长毛伟明前往现场，指挥调度救援处置工作。
中共中央总书记习近平在对这起事故的指示中提到“要不惜代价搜救被困人员，全力救治受伤人员，务必高度重视近年来的多起类似事故，对全国自建房安全开展专项整治”。国务院总理李克强在批示中提到“要求抢抓黄金救援时间全力、科学搜救被困人员，做好伤员救治，尽最大努力减少伤亡。对查明事故原因，依法依规严肃问责。要督促各地深入排查整治建筑安全隐患，严防重特大事故发生。”
4月30日，受中共中央、国务院委派，国务委员兼国家减灾委主任王勇率有关部门负责同志赴事故现场，指导救援和应急处置工作。
4月30日上午，国务院安委会副主任、应急管理部部长黄明主持召开会议，提到“要深刻吸取此次事故教训，推动组织各地立即开展建筑安全风险隐患排查，依法严厉打击房屋违法违规建设行为，坚决防止坍塌等事故发生”。会后，黄明即赶赴事故现场指导救援工作。
5月5日起，湖南卫视、芒果TV综艺节目《大侦探》《向往的生活》《春天花会开》《你好，星期六》的官方微博陆续发布声明，表示原定本周播出的节目将暂停播出。
5月6日，湖南省委常委、长沙市委书记吴桂英代表长沙市委市政府致歉。

## 调查工作
2022年5月1日，房主吴某勇及设计工程负责人等4人涉嫌重大责任事故罪、湖南湘大工程检测有限公司5人涉嫌提供虚假证明文件罪被刑事拘留。經初步調查，倒塌房屋是居民自建房，2012年建成時只有6層，至2018年加建到8層，租戶亦有改動房屋的結構。5月3日，参与违规改造的2人被刑事拘留，涉及的9名犯罪嫌疑人被批捕。
5月6日，国务院成立调查组，应急管理部部长黄明任组长。
2023年5月21日，事故调查组發佈調查報告，表示事故的直接原因是违法违规建设的原五层（局部六层）房屋建筑违法违规加层扩建至八层（局部九层）后，房屋二层东侧柱和墙超出极限承载力而造成房屋整体倒塌。房主在事發前不听从劝告，未采取紧急避险疏散措施，是导致人员伤亡多的重要原因。湖南省、长沙市、望城区及有关部门存在不作為等问题。事故调查组還在將地方党委政府及有关部门的公职人员履职方面的问题和涉嫌腐败等线索及相关材料移交中央纪委国家监委。胡衡华、陈文浩、吴桂英也因此次事故遭到党内警告处分，胡忠雄遭到政务记过处分。该报告还披露，另一名房主吴某生在此次事故中重伤，送医抢救11天后死亡。
2024年1月8日播出的中央纪委国家监委电视专题片《持续发力纵深推进》第3集也回顾了涉事建筑在历次违建清查中均成为漏网之鱼的经过。该片进一步表明，2021年同在湖南省内发生的郴州市汝城县自建房坍塌事故仍然未能引起长沙市的重视，时任长沙市长郑建新表示当时自己“把别人的事故当故事在听，没有从心里面（警觉），总是认为不会是我们这儿”。
2024年10月17日，长沙市望城区人民法院、宁乡市人民法院对包括房东、无资质的设计和施工人员、出具虚假证明报告的湖南湘大工程检测有限公司相关责任人、长沙市望城区相关部门涉嫌违纪违法的人员在内的15人分别判处两年九个月至十二年不等的有期徒刑。

## 相关事故
同因违建造成的坍塌
- 2020年泉州欣佳酒店倒塌事故
- 2020年襄汾聚仙酒家坍塌事故
- 2021年苏州四季开源酒店倒塌事件

其它原因造成的坍塌
- 2021年美国佛罗里达公寓大楼倒塌事故
- 2021年光州拆遷樓倒塌事故